# Valentina Limani
Valentina Limani (ur. 2 lutego 1997 w Komogllavë) – niemiecko-kosowska piłkarka, członkini niemieckiej reprezentacji U-17 oraz reprezentacji Kosowa. Ma brata Gentrita (również piłkarza), który grał w kosowskich reprezentacjach U-19 i U-21.